# Ipomoea brevipes
Ipomoea brevipes är en vindeväxtart som beskrevs av José Mariano Mociño, Amp; Sesse och Jacques Denys Denis Choisy. Ipomoea brevipes ingår i släktet praktvindor, och familjen vindeväxter. Inga underarter finns listade i Catalogue of Life.